# Gmina Śmigiel
Die Gmina Śmigiel ist eine Stadt-und-Land-Gemeinde im Powiat Kościański der Woiwodschaft Großpolen in Polen. Ihr Sitz ist die gleichnamige Stadt (deutsch Schmiegel) mit etwa 5700 Einwohnern.

## Gliederung
Zur Stadt-und-Land-Gemeinde (gmina miejsko-wiejska) Śmigiel gehören neben der Stadt selbst 37 Dörfer (deutsche Namen amtlich bis 1945) mit einem Schulzenamt (sołectwo):
- Bielawy (Bielawy, 1939–1945 Bielen)[3]
- Bronikowo (Bronikowo)
- Brońsko (Bronsko, 1939–1945 Brunitz)[3]
- Bruszczewo
- Chełkowo
- Czacz (Schatz)
- Czaczyk (Klein Schatz)
- Glińsko (Gleinitz)[4]
- Gniewowo (Gniewowo, älter Gniewen)[4]
- Jezierzyce (Deutsch Jeseritz)[4]
- Karmin (Karmin, älter Karmelin)[4]
- Karśnice (Karschnitz, 1939–1945 Karschen)[3]
- Koszanowo
- Księginki (Ksienginki)
- Machcin (Machein)[4]
- Morownica (Murkwitz, 1939–1945 Murkau)[5]
- Nietążkowo (Nitsche, 1939–1945 Alt Nitsche)
- Nowa Wieś (Neudorf)
- Nowe Szczepankowo (1939–1945 Stefansdorf)[6][5]
- Nowy Białcz
- Olszewo
- Parsko
- Poladowo
- Przysieka Polska (Polnisch Presse)[4]
- Robaczyn (1939–1945 Robertsruh)
- Sierpowo (Zirpe)
- Spławie (Splawe)[4]
- Stara Przysieka Druga
- Stara Przysieka Pierwsza
- Stare Bojanowo (Alt Boyen)
- Stary Białcz (Belsch, 1939–1945 Weissdorf)[4]
- Wonieść (Woynitz, 1939–1945 Woyniese)[4]
- Wydorowo
- Zygmuntowo
- Żegrowo (Seeger)[3]
- Żegrówko (Klein Seeger)[3]
- Żydowo (Seide)[4]

Weitere Ortschaften der Gemeinde sind:
- Brzeziny
- Jeligowo
- Karpisz
- Nadolnik
- Nowy Świat
- Podśmigiel (Podschmiegel)
- Prętkowice
- Sikorzyn
- Skoraczewo (Wiesenthal)
- Smolno
- Stare Szczepankowo

## Verkehr
An der Bahnstrecke Posen–Breslau bestehen Bahnhöfe in Przysieka Stara und Stare Bojanowo.